# Lâm Phần
Lâm Phần (tiếng Trung: 临汾市, Hán Việt: Lâm Phần thị), là một địa cấp thị tại tỉnh Sơn Tây, Cộng hòa Nhân dân Trung Hoa. Nó có diện tích 20.275 kilômét vuông (7.828 dặm vuông Anh), và dân số 4,31 triệu người. Trong thời cổ, Lâm Phần được gọi là Bình Dương (平阳).
Các ngành công nghiệp chính của Lâm Phần là khai thác than đá, chế biến thực phẩm.
Một nghiên cứu của Viện Blacksmith cho thấy Lâm Phần là một trong mười nơi ô nhiễm nhất thế giới.

## Địa lý
Lâm Phần nằm ở phía tây nam tỉnh Sơn Tây, trong khu vực hạ du sông Phần, tiếp giáp với Trường Trị và Tấn Thành ở phía đông, sông Hoàng Hà ở phía tây (cũng là ranh giới với tỉnh Thiểm Tây), Tấn Trung và Lữ Lương ở phía bắc, Vận Thành ở phía nam. Địa cấp thị này trải dài từ vĩ độ 35° 23′ B tới 36° 37′ B, với chiều rộng 170 kilômét (110 mi), và từ kinh độ 110° 22′ Đ tới 112° 34′ Đ, với chiều dài 200 km (120 mi). Diện tích của địa cấp thị là 20.275 kilômét vuông (7.828 dặm vuông Anh), chiếm 13% diện tích toàn tỉnh.
Trong phạm vi ranh giới của mình, Lâm Phần có sự đa dạng về đặc trưng địa hình. Nó có hình dạng chữ "U", với các dãy núi chiếm 29,2% diện tích nằm ở cả bốn hướng chính, một bồn địa ở trung tâm là bồn địa Lâm Phần (临汾盆地) chiếm 19,4% diện tích, và các ngọn đồi nằm xen giữa chiếm 51,4% diện tích. Ở phía đông theo chiều từ bắc xuống nam là Hoắc Sơn (霍山) và Trung Điều Sơn (中條山); ở phía tây là dãy núi Lữ Lương (呂梁山脈), với phần lớn các đỉnh núi cao trên 1.000 mét (3.300 ft). Điểm cao nhất trong địa cấp thị là đỉnh núi chính của Hoắc Sơn, cao 2.347 mét (7.700 ft), còn điểm thấp nhất nằm ở huyện Hương Ninh, cao 385 mét (1.263 ft). Các con sông quan trọng trong khu vực là Hoàng Hà, Phần, Hấn Thủy (昕水河), Thấm (沁河), Quái (浍河), Ngạc (鄂河) và Thanh Thủy (清水河).

### Khí hậu
Lâm Phần có khí hậu lục địa bán khô cằn, chịu ảnh hưởng của gió mùa (Köppen BSk), với mùa đông hơi lạnh nhưng khô còn mùa hè thì nóng và hơi ẩm. Nhiệt độ trung bình 24h hàng tháng dao động từ −2,7 °C (27,1 °F) trong tháng 1 tới 26,1 °C (79,0 °F) trong tháng 7, và trung bình năm là 12,6 °C (54,7 °F). Lượng giáng thủy hàng năm ở mức 470 milimét (18,5 in), với khoảng 70% là mưa từ tháng 6 tới tháng 9. Khoảng thời gian không băng giá chiếm trung bình 190 ngày mỗi năm. Các mức nhiệt độ cực điểm dao động trong khoảng từ −22,5 °C (−8,5 °F) đến 40,5 °C (104,9 °F).
| Dữ liệu khí hậu của Lâm Phần (1971−2000) | Dữ liệu khí hậu của Lâm Phần (1971−2000) | Dữ liệu khí hậu của Lâm Phần (1971−2000) | Dữ liệu khí hậu của Lâm Phần (1971−2000) | Dữ liệu khí hậu của Lâm Phần (1971−2000) | Dữ liệu khí hậu của Lâm Phần (1971−2000) | Dữ liệu khí hậu của Lâm Phần (1971−2000) | Dữ liệu khí hậu của Lâm Phần (1971−2000) | Dữ liệu khí hậu của Lâm Phần (1971−2000) | Dữ liệu khí hậu của Lâm Phần (1971−2000) | Dữ liệu khí hậu của Lâm Phần (1971−2000) | Dữ liệu khí hậu của Lâm Phần (1971−2000) | Dữ liệu khí hậu của Lâm Phần (1971−2000) | Dữ liệu khí hậu của Lâm Phần (1971−2000) |
| Tháng                                    | 1                                        | 2                                        | 3                                        | 4                                        | 5                                        | 6                                        | 7                                        | 8                                        | 9                                        | 10                                       | 11                                       | 12                                       | Năm                                      |
| ---------------------------------------- | ---------------------------------------- | ---------------------------------------- | ---------------------------------------- | ---------------------------------------- | ---------------------------------------- | ---------------------------------------- | ---------------------------------------- | ---------------------------------------- | ---------------------------------------- | ---------------------------------------- | ---------------------------------------- | ---------------------------------------- | ---------------------------------------- |
| Cao kỉ lục °C (°F)                       | 13.8 (56.8)                              | 21.5 (70.7)                              | 28.8 (83.8)                              | 35.0 (95.0)                              | 38.4 (101.1)                             | 39.7 (103.5)                             | 40.5 (104.9)                             | 39.2 (102.6)                             | 38.4 (101.1)                             | 32.5 (90.5)                              | 25.0 (77.0)                              | 15.5 (59.9)                              | 40.5 (104.9)                             |
| Trung bình ngày tối đa °C (°F)           | 4.0 (39.2)                               | 7.8 (46.0)                               | 13.8 (56.8)                              | 21.4 (70.5)                              | 26.9 (80.4)                              | 31.3 (88.3)                              | 32.0 (89.6)                              | 30.6 (87.1)                              | 25.8 (78.4)                              | 19.7 (67.5)                              | 11.8 (53.2)                              | 5.3 (41.5)                               | 19.2 (66.6)                              |
| Trung bình ngày °C (°F)                  | −2.7 (27.1)                              | 1.0 (33.8)                               | 7.0 (44.6)                               | 14.3 (57.7)                              | 19.7 (67.5)                              | 24.4 (75.9)                              | 26.1 (79.0)                              | 24.8 (76.6)                              | 19.4 (66.9)                              | 12.8 (55.0)                              | 5.0 (41.0)                               | −1.1 (30.0)                              | 12.6 (54.7)                              |
| Tối thiểu trung bình ngày °C (°F)        | −8.2 (17.2)                              | −4.5 (23.9)                              | 1.2 (34.2)                               | 7.7 (45.9)                               | 12.7 (54.9)                              | 17.9 (64.2)                              | 21.2 (70.2)                              | 20.2 (68.4)                              | 14.3 (57.7)                              | 7.3 (45.1)                               | −0.3 (31.5)                              | −6.1 (21.0)                              | 7.0 (44.5)                               |
| Thấp kỉ lục °C (°F)                      | −22.5 (−8.5)                             | −23.1 (−9.6)                             | −10 (14)                                 | −5 (23)                                  | 1.3 (34.3)                               | 8.5 (47.3)                               | 14.7 (58.5)                              | 10.7 (51.3)                              | 2.3 (36.1)                               | −5 (23)                                  | −12.8 (9.0)                              | −17.6 (0.3)                              | −23.1 (−9.6)                             |
| Lượng Giáng thủy trung bình mm (inches)  | 3.3 (0.13)                               | 5.4 (0.21)                               | 16.8 (0.66)                              | 26.2 (1.03)                              | 37.2 (1.46)                              | 55.2 (2.17)                              | 119.2 (4.69)                             | 91.1 (3.59)                              | 57.0 (2.24)                              | 36.8 (1.45)                              | 15.6 (0.61)                              | 4.7 (0.19)                               | 468.5 (18.43)                            |
| Số ngày giáng thủy trung bình (≥ 0.1 mm) | 2.2                                      | 2.8                                      | 4.6                                      | 5.6                                      | 6.4                                      | 8.8                                      | 12.0                                     | 10.0                                     | 8.6                                      | 6.4                                      | 3.8                                      | 2.0                                      | 73.2                                     |
| Nguồn: Weather China                     |                                          |                                          |                                          |                                          |                                          |                                          |                                          |                                          |                                          |                                          |                                          |                                          |                                          |

## Các đơn vị hành chính
Địa cấp thị Lâm Phần quản lý các đơn vị thị hạt khu (quận nội thành) và các huyện:

### Cácquận nội thành
- Nghiêu Đô (尧都区)

### Cácthành phố cấp huyện
- Thành phố cấp huyện Hầu Mã (侯马市)
- Thành phố cấp huyện Hoắc Châu (霍州市)

### Cáchuyện
- Phần Tây (汾西县)
- Cát (吉县)
- An Trạch (安泽县)
- Đại Ninh (大宁县)
- Phù Sơn (浮山县)
- Cổ (古县)
- Thấp (隰县)
- Tương Phần (襄汾县)
- Dực Thành (翼城县)
- Vĩnh Hòa (永和县)
- Hương Ninh (乡宁县)
- Khúc Ốc (曲沃县)
- Hồng Đồng (洪洞县)
- Bồ (蒲县)